# Казамассима
Казамассима (итал. Casamassima) — коммуна в Италии, располагается в регионе Апулия, в провинции Бари.
Население составляет 17 902 человека (2008 г.), плотность населения составляет 213 чел./км². Занимает площадь 77 км². Почтовый индекс — 70010. Телефонный код — 080.
Покровителем населённого пункта считается святой Рох.

## Демография
Динамика населения:

## Администрация коммуны
- Официальный сайт: http://www.comune.casamassima.ba.it/